# Racosperma ommatospermum
Racosperma ommatospermum är en ärtväxtart som beskrevs av Leslie Pedley. Racosperma ommatospermum ingår i släktet Racosperma och familjen ärtväxter. Inga underarter finns listade i Catalogue of Life.